# Zjezkent
Zjezkent (ryska: Жезкент) är en ort i Kazakstan.   Den ligger i oblystet Östkazakstan, i den östra delen av landet, 700 km öster om huvudstaden Astana. Zjezkent ligger 283 meter över havet och antalet invånare är 8 896.
Terrängen runt Zjezkent är platt. Runt Zjezkent är det glesbefolkat, med 9 invånare per kvadratkilometer. Det finns inga andra samhällen i närheten. Trakten runt Zjezkent består i huvudsak av gräsmarker.